# Giscorrectie
Giscorrectie (Engels: correction for guessing) is het aftrekken van punten voor een fout antwoord bij een toets met meerkeuzevragen. Dit heeft tot doel een correctie op te leveren voor het gokken van antwoorden.

## Het probleem
Bij meerkeuzetoetsen is het probleem dat wie het antwoord voor elke vraag zou gokken, toch telkens een kans heeft om juist te antwoorden. Voor elke vraag met 4 antwoordmogelijkheden is de kans dat men het juiste antwoord gokt, 25%. Als men de antwoorden op een aantal vragen zeker weet en de rest gokt is het nog gemakkelijker om een score van 50% of meer te behalen.

## Giscorrectie
Bij het systeem van giscorrectie worden (delen van) punten afgetrokken als een vraag fout wordt beantwoord. Bij een n-keuzevraag wordt bij een juist antwoord een punt toegekend, en bij een foutief antwoord 1/(n-1) punt afgetrokken.
Bij een fout beantwoorde tweekeuzevraag wordt er een hele punt afgetrokken; bij een driekeuzevraag een halve punt; bij een vierkeuzevraag een derde punt, enzovoorts. Als een vraag onbeantwoord wordt gelaten, worden er geen punten toegekend of afgetrokken.
Het gevolg hierbij is dat men als elke vraag wordt gegokt, gemiddeld op 0 uit zal komen.

### Strategieën bij het beantwoorden
Bij het beantwoorden van meerkeuzevragen met het giscorrectiesysteem loont het niet om een vraag te beantwoorden als men het antwoord helemaal niet weet; de vraag kan beter open gelaten worden. Bij vragen met meer dan twee keuzes kan het evenwel toch lonen om een antwoord te gokken, op voorwaarde dat men van een of enkele antwoorden zeker weet dat ze fout zijn. Als men bijvoorbeeld bij een driekeuzevraag van een antwoord zeker weet dat het fout is, blijven er twee antwoorden over, waartussen gekozen kan worden. Als juist gegokt wordt levert dat een hele punt op; als fout gegokt wordt wordt er slechts een halve punt afgetrokken. In dit geval kan het dus toch voordelig zijn om een antwoord te gokken.

## Alternatieven
Als men geen giscorrectie met puntaftrek wil, maar wel het aantal juiste antwoorden door gokken wil beperken dan kan het aantal antwoordmogelijkheden vergroot worden. Bijvoorbeeld door acht antwoordmogelijkheden in plaats van vier.
Het vergroten van het aantal meerkeuzevragen verlaagt niet het percentage goed gegokte antwoorden maar wel de spreiding, waardoor de kans op goed gegokte antwoorden vermindert.
Het is ook mogelijk de cesuur te verhogen waardoor men het effect van gokken neutraliseert (gemiddeld over de populatie).
Dit kan door te beginnen met een negatief puntenaantal. Bij 20 vragen met telkens 4 antwoordmogelijkheden zou dit -5 zijn (namelijk: -20/4). Studenten krijgen dan 20/(20-4) = 1,25 punt voor elk correct antwoord en 0 punten voor elk verkeerd antwoord.
Een andere mogelijkheid is om de score van de meerkeuzevragen te herschalen zodat het net halen van de verhoogde cesuur de score terugbrengt naar dezelfde cesuur met giscorrectie.